# アルファロメオ・トナーレ
トナーレ（Tonale）は、ステランティスN.V.がアルファロメオブランドにて製造・販売しているクロスオーバーSUVである。

## 概要
2019年3月5日、ジュネーヴモーターショーにて「トナーレ コンセプト」が初公開される。
2022年2月8日、イタリアにて市販モデルが発表。車名は「ステルヴィオ」と同じくアルプスを臨む峠から命名された。
エクステリアデザインは「トライローブ」と呼ばれるフロントグリル、3連式のデザインのヘッドランプやテールランプを採用し、アルファロメオのDNAを表現した。インテリアは12.3インチのメーターパネルと、10.25インチのタッチ式ディスプレイを配置した。
欧州市場向けのパワートレインは48Vマイルドハイブリッド車、プラグインハイブリッド車（PHEV）、1.6Lディーゼルエンジン車をラインナップ。マイルドハイブリッド車は、最高出力130hpあるいは160hpを発揮する1.5L直列4気筒ガソリンターボエンジンと7速デュアルクラッチトランスミッションに、最高出力15kW、最大トルク55N・mを発生する「P2」電気モーターを組み合わせる。PHEVは、1.3Lのマルチエアガソリンターボエンジンと蓄電容量15.5kWhのバッテリー、後輪駆動用の電気モーターを組み合わせ、システム最高出力は275HP、0-100km/h加速は6.2秒となる。「Q4オールホイールドライブ」と呼ばれる4WDシステムを搭載し、エンジンが前輪をモーターが後輪を駆動する。ディーゼル車は最高出力130HP、最大トルク320N・mを発揮する1.6L直列4気筒ターボに6速デュアルクラッチトランスミッションと組み合わせる。
そして、自動車業界で世界初となる、非代替性トークン技術を使ったデジタル認証機能を搭載している。デジタル証明書による固有のリンクを車両個別に持たせ、購入時に認証を行い、その後の整備履歴や走行距離などを、コピーや改ざんができないブロックチェーン上に記録していく仕組みである。車両メンテナンスの履歴データの信頼性が担保され中古車市場での価値下落が抑えられる効果があるとされている。

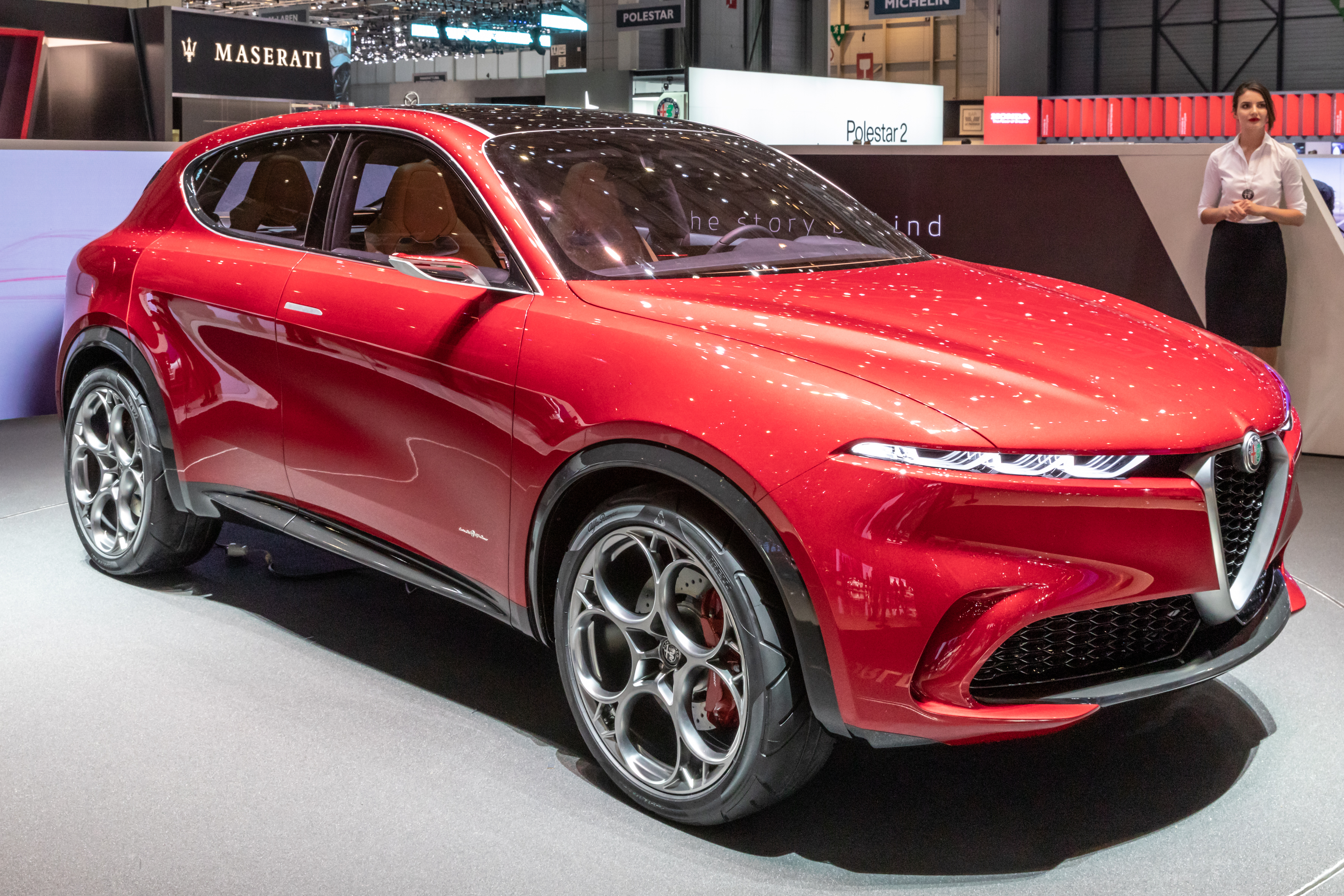
トナーレコンセプト
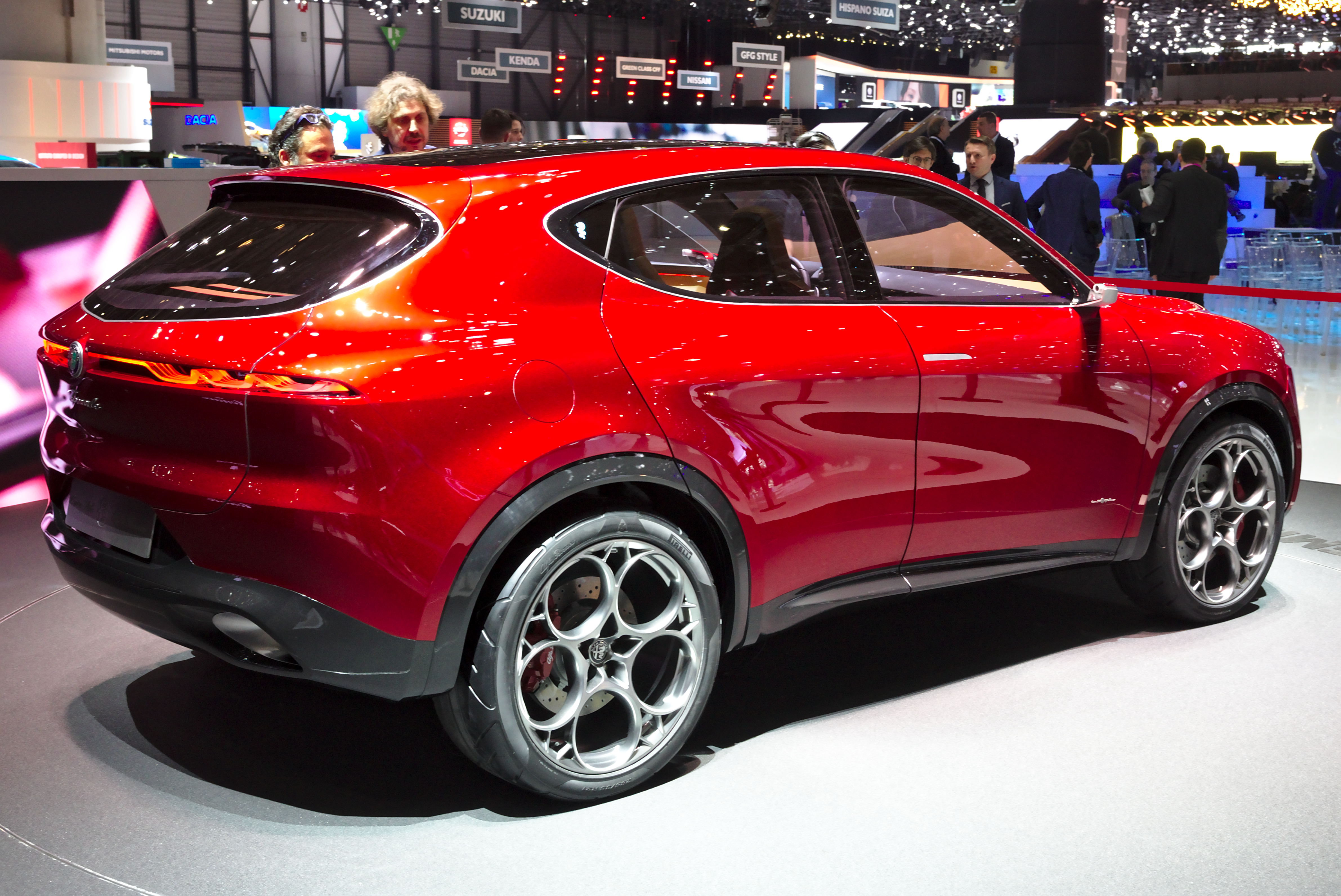
トナーレコンセプト

### 日本での販売
2023年1月26日、同年2月18日に発売すると発表した。導入されるのは48Vマイルドハイブリッドモデルで、スタンダードモデル「Ti」（受注生産）と導入記念モデル「Edizione Speciale（エディツィオーネ スペチアーレ）」の2グレード。
2023年2月10日、新グレード「Veloce（ヴェローチェ）」を追加設定し、販売開始。専用20インチアルミホイールや電子制御サスペンションを採用している。
2023年8月3日、PHEV「プラグインハイブリッドQ4」を追加設定し、同年8月26日に発売すると発表。フロントには最高出力180PS、最大トルク270N・mを発揮する1.3L直4ガソリンターボエンジンと最高出力45PS、最大トルク53N・mを発揮するモーターを、リアにも最高出力96PS、最大トルク250N・mを発揮するモーターを搭載しており、システム最高出力280PSを発生する。駆動用バッテリーの容量は15.5kWhで、72kmのEV走行（WLTCモード）が可能である。